# 탈장
탈장(脫腸, hernia) 또는 탈출 또는 내장 탈출증(內臟脫出症)은 창자와 같은 인체의 장기가 제 위치에 있지 않고 다른 곳으로 빠져 나가는 것이다. 탈장은 다양한 형태로 일어나는데 그 중에서도 가장 흔한 것은 복부에서 일어나는 탈장이다. 특히 서혜부로 배안의 장기가 빠져나가는 경우가 많다. 서혜부에서 일어나는 탈장 중 가장 흔한 것은 샅굴탈장이나, 넙다리탈장이 발생하기도 한다. 다른 종류의 탈장으로는 틈새탈장, 절개창탈장, 배꼽탈장 등이 있다. 전체 서혜부 탈장 환자의 66%에서 증상이 나타나는데, 하복부의 통증이나 불편감이 특히 기침을 하거나 운동, 배뇨, 배변을 할 때 느껴질 수 있다. 낮 동안에는 통증이 심해졌다가 누우면 완화되는 경우가 종종 있다. 탈장된 부위가 불룩 튀어나올 수 있는데, 몸을 굽히면 더 크게 튀어나온다. 서혜부의 탈장은 몸의 왼쪽보다 오른쪽에서 자주 발생한다. 탈장 시 창자 일부로 가는 혈액 공급이 막히면서 장교액이 발생할 수 있으며, 이는 그 부위에 심각한 통증과 압통을 유발한다. 틈새탈장은 종종 속쓰림을 일으키나 흉통이나 식사 중 통증을 유발하기도 한다.
탈장 발생의 위험 인자로는 흡연, 만성 폐쇄성 폐질환(COPD), 비만, 임신, 복막투석, 콜라겐 혈관 질환, 이전에 개복을 통한 충수절제술을 받은 병력 등이 있다. 탈장에는 유전적 소인 또한 존재하며 특정 가족들에서 더 자주 발생한다. 탈장이 일어나기 쉽게 하는 돌연변이는 (특히 남성에 대하여) 우성으로 유전되는 것으로 생각된다. 한편 서혜부의 탈장이 힘든 일과 관련이 있는지는 불명확하다. 증상과 소견을 통해 탈장을 진단할 수 있다. 간혹 영상 기법을 이용하여 진단을 확진하거나 다른 가능한 원인을 배제할 수 있다. 틈새탈장의 진단은 내시경을 자주 사용한다.
서혜부 탈장은 남성에서는 증상을 일으키지 않아 복원할 필요는 없다. 그러나 여성에서는 합병증이 더 많이 생기는 넙다리탈장의 발생률이 높으므로 복원을 일반적으로 권장한다. 장교액이 발생하면 응급 수술이 필요하다. 복원은 개복을 하거나 복강경을 이용하여 수술을 시행한다. 개복술은 전신마취가 아닌 국소마취로 시행할 수 있다는 장점이 있다. 복강경 수술은 보통 수술 이후의 통증이 개복술보다 덜하다. 틈새탈장은 침대 머리를 높게 하거나 체중 감량, 식단 조절 등의 생활 방식 변화로 치료할 수도 있다. H2 수용체 길항제나 양성자 펌프 차단제 등의 약물도 도움이 될 수 있다. 약물로 증상이 개선되지 않으면 복강경으로 니센 위바닥주름술이라는 수술을 시행하는 것도 한 방법이 된다.
일생 동안 남성의 27%, 여성의 3% 정도에서 서혜부 탈장이 발생한다. 서혜부, 넙다리, 복부 탈장은 2015년 기준 1,850만 명에서 발병하였으며 이로 인해 59,800명이 사망하였다. 서혜부 탈장은 1세 이전, 50세 이후에서 가장 자주 발병한다. 틈새탈장이 얼마나 자주 발생하는지는 알려져 있지 않으나, 북미에서의 유병률은 10~80% 정도로 추정된다. 탈장에 대해 기술한 최초의 기록은 적어도 기원전 1550년 이집트의 에베르스 파피루스까지 거슬러 올라간다.

## 역학
남성의 27%와 여성의 3% 정도에서 일생 동안 서혜부 탈장이 발생한다. 2013년에는 약 2 천 5 백만 명이 탈장을 겪었다. 서혜부 탈장, 넙다리탈장, 복부 탈장으로 인해 전 세계적으로 2013년 기준 32,500명, 1990년 기준 50,500명이 사망했다.

## 증상과 징후

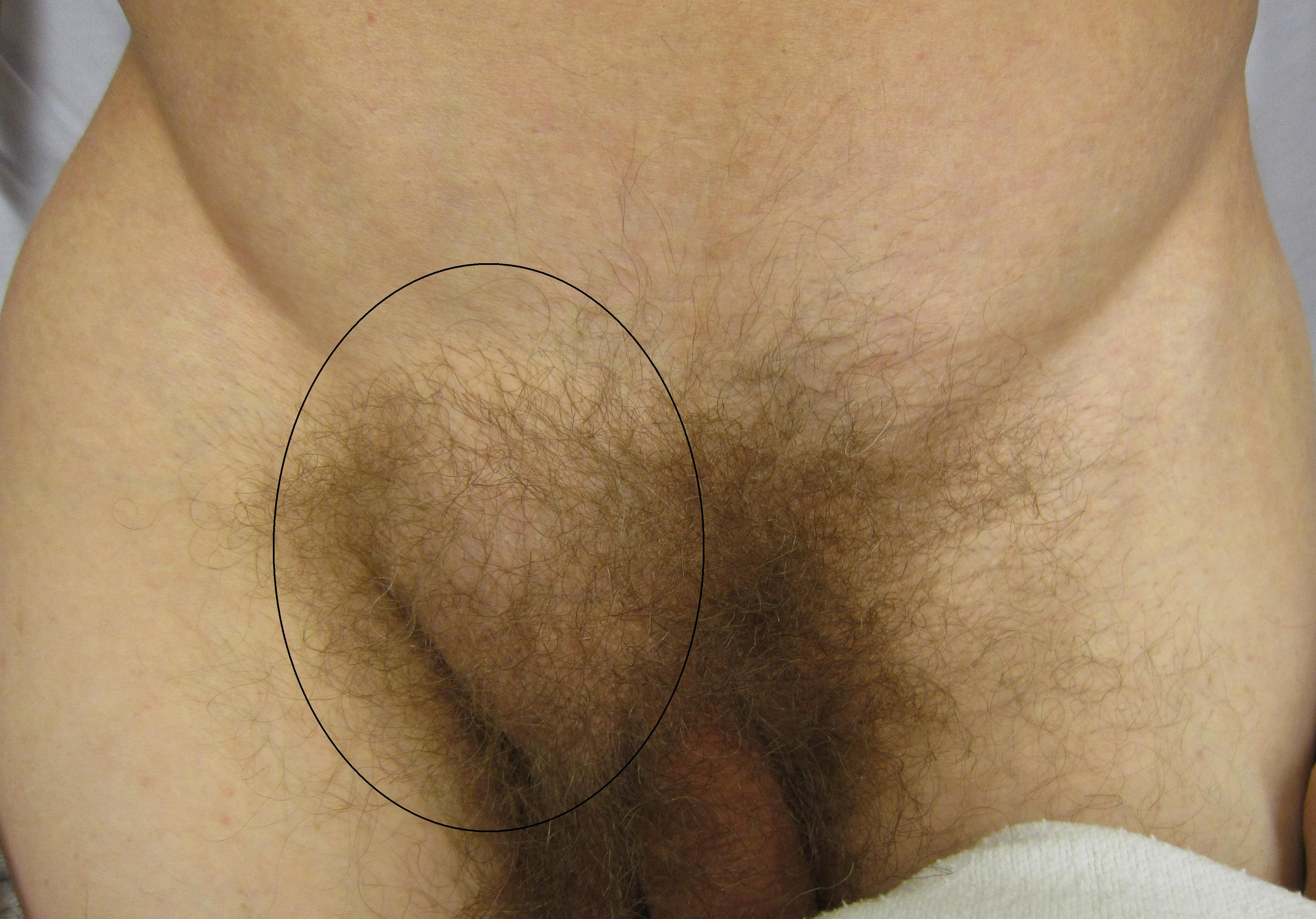
오른쪽에 발생한 샅굴탈장을 앞에서 본 모습

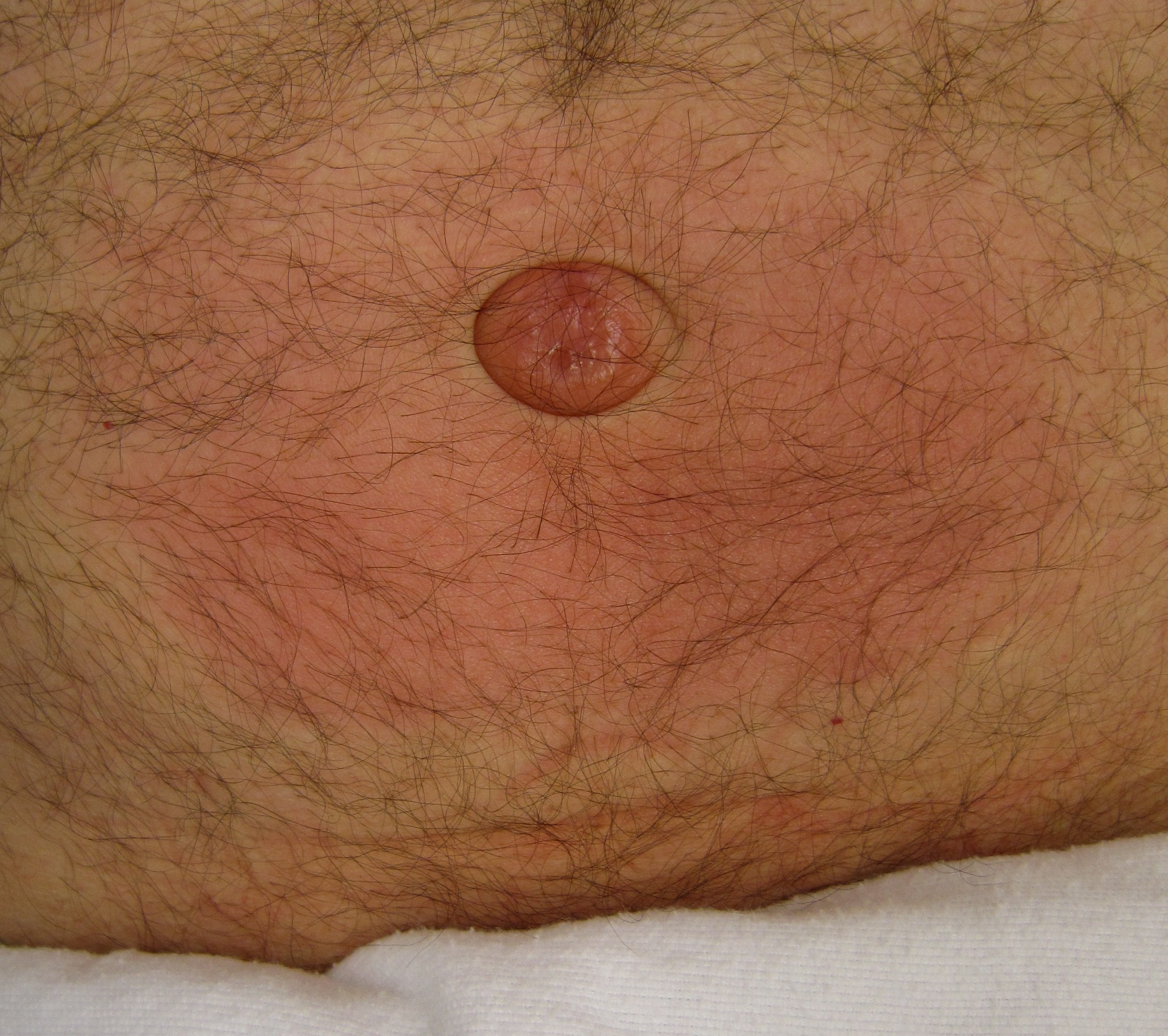
주변에 염증이 발생한 배꼽의 감금탈장

탈장이 가장 흔히 발생하는 곳은 배로, 배벽이 약해지며 지방조직이나 복막을 뚫고 내부 장기가 돌출되는 것이다. 또 다른 흔한 탈장은 척추사이원반이 빠져나오는 추간판탈출증으로 좌골신경통을 일으킨다. 틈새탈장은 위가 가로막의 식도틈새를 통해 가슴세로칸으로 뚫고 들어오며 생긴다.
탈장은 발생 부위의 통증을 동반하기도 하며, 눈으로 보이거나 촉진할 수 있는 덩어리가 생기기도 한다. 일부 경우에서는 탈장으로 인해 갇힌 장기에 압력이 가해지면서 간혹 장기 부전을 일으키기도 한다. 지방조직이 일반적으로 가장 먼저 탈장으로 들어가지만, 장기가 함께 들어가거나 뒤따라 들어가기도 한다.
탈장은 배벽을 형성하는 근막이나 섬유조직이 약해지거나 그곳에 구멍이 뚫리면서 발생한다. 탈장으로 인해 돌출된 덩어리는 나타나고 사라지고 할 수 있지만, 조직에 생긴 결함은 계속 존재한다.
나타나는 증상과 소견은 탈장의 종류에 따라 다르다. 샅굴탈장의 경우 증상이 나타나지 않는 경우도, 나타나는 경우도 있다. 환원탈장(reducible hernia)는 서혜부나 배에 생긴 덩어리가 종종 보이며, 만져지기도 한다. 바로 서 있을 때 이러한 덩어리는 더 잘 보이게 된다. 덩어리 외에 다른 증상으로는 서혜부 통증, 중압감, 남성에서는 간혹 고환 부위 주변 음낭의 통증과 종창이 있다.
탈장된 장기가 끼어서 제자리로 돌아가지 못하는 감금탈장(irreducible abdominal hernias, incarcerated hernias)은 고통스러울 수 있으나, 가장 관련이 깊은 증상은 덩어리를 밀어 넣었을 때 돌아가지 않는 것이다. 이는 만성적이기도 하며, 통증이 없더라도 창자로의 혈액 공급이 제대로 되지 못하는 장교액, 장이 꼬이면서 완전히 막히는 장폐색으로 이어지거나 둘 모두가 발생할 수 있다. 교액탈장(꼬임탈장, strangulated hernias)은 항상 통증을 유발하며 통증에 뒤따라 압통이 나타난다. 장의 폐색으로 인해 구역질, 구토, 발열도 나타날 수 있다. 이 경우 탈장으로 인해 생긴 덩어리는 붉은색, 보라색, 어두운 분홍색으로 변하기도 한다.
복부의 탈장을 진단할 때, 가로막 안쪽에 생겼거나 촉진이 되지 않는 탈장을 찾아내기 위해서는 영상 기법이 주된 방법이 된다. 다중검출기 CT(MDCT)를 통해 탈장의 해부학적 부위, 탈장의 내용물, 합병증 유무를 정확히 판별할 수 있다. 또한 MDCT를 통해 배벽의 명확한 세부 정보를 얻어 배벽의 탈장을 확인할 수 있다.

### 합병증
수술 후에 탈장을 복원하기 위해 쓰인 수술용 망의 거부 반응과 같은 합병증이 생길 수 있다. 수술용 망의 거부 반응이 일어난 경우 망을 제거해야 할 가능성이 매우 높다. 망을 사용한 부위 주변의 국소적인 종창이나 통증을 통해 망의 거부 반응이 있다는 것을 알 수 있다. 망을 제거한 뒤에 흉터로부터 계속 탈장이 일어날 수 있다.
수술로 탈장을 치료한 뒤 탈장봉합술후 통증 증후군과 같은 합병증이 생길 수 있다. 반면 탈장을 치료하지 않은 경우 다음과 같은 합병증이 발생할 수 있다.
- 염증
- 창자가 완전히 막히는 장폐색
- 창자가 꼬이는 장교액
- 탈장된 부위에서 생기는 수종
- 출혈
- 자가면역질환
- 적어도 아주 큰 힘을 주지 않고서는[18] 창자가 원래 있던 위치로 돌아가지 못하는 감금탈장.[19] 창자가 탈장된 경우 이는 장폐색과 장교액의 위험도 증가시킬 수 있다.

## 원인
틈새탈장의 원인은 경우에 따라 다르다. 여러 원인이 있으나 기계적인 원인에는 부적절하거나 지나치게 중량이 큰 근력 운동, 심한 기침, 복부에 입은 충격, 부적절한 자세 등이 있다.
복강의 압력이 올라가는 질환도 탈장을 일으키거나, 이미 발생한 탈장을 악화시킬 수 있다. 그 예로는 비만, 변비나 전립샘비대증과 같이 창자가 움직이거나 배뇨 중 가해지는 압박, 만성 폐쇄성 폐질환(COPD), 복강에 찬 액체인 복수 등이 있다. 영양실조, 흡연, 극심한 피로 축적 등으로 인해 근육이 약해졌을 때에도 탈장이 발생할 가능성이 높아진다.
배벽의 탈장은 외상에 의해서도 생길 수 있다. 만일 둔상에 의해 발생한 경우 이는 응급 상황에 해당하며 다양한 고형 장기나 내장의 손상이 관련하여 나타날 수 있다.

## 진단

### 기타 탈장
- 뇌탈출증은 때때로 뇌탈장이라고도 불리며, 두개골 내부의 구조물을 가로질러 뇌의 일부가 압박될 때 발생하는 매우 높은 두개내압의 잠재적으로 치명적인 부작용이다.

## 같이 보기
- 뇌탈출
- 머리속압력